# 이와즈정
이와즈정(岩津町)은 아이치현 누카타군에 설치되었던 정이다. 현재의 오카자키시 북부에 해당한다.